# Csíki Néplap
Csíki Néplap politikai, társadalmi és közgazdasági hetilap Csíkszeredában (1931-44). Első főszerkesztője Domokos Pál Péter, de már 1932-ben felelős szerkesztőként, majd 1933-tól főszerkesztőként a kiadó Péter Ferenc nyomdatulajdonos szerepel.
A jogharc radikálisabb irányzatát vállalta, s a csíki közélet történelmi gyökerű demokratizmusát az 1940-es évek importált „méltóságos-szellemével” szemben is képviselte. Helyet adott a vidék sajátosságait tükröző irodalmi jelentkezéseknek.